# Meru (langue)
Pour les articles homonymes, voir Meru (homonymie).
Le meru (ou kimeru) est une langue bantoue parlée par la population meru au Kenya. Selon le census kenyan de 2009, 2 000 000 personnes parlent le meru.

## Écriture
| a | b | c | d | e | g | h | i | î | j | k | m | n | o | r | t | u | û | w | y |